# Nostalgia (chaîne de télévision)
Pour les articles homonymes, voir Nostalgia.
Nostalguïa (russe : Ностальгия), plus communément désignée sous le nom de Nostalgia, est une chaîne de télévision thématique russe fondée en 2004 et disponible sur les réseaux câblés en Russie et dans les anciennes républiques soviétiques.

## Présentation
Son créneau est la diffusion de programmes télévisés et films à succès de la Russie soviétique, soit des années 1960 à la fin des années 1980. 
Outre la diffusion de programmes télévisés d'époque, la chaîne produit ses propres émissions de télévision, comme le talk-show quotidien Rojdionnye v. SSSR, soit « Nés en URSS ».
Elle a été créée par l'homme d'affaires et producteur de télévision russe Vladimir Ananitch.